# Eremocharis ancestralis
Eremocharis ancestralis is een rechtvleugelig insect uit de familie Pamphagidae. De wetenschappelijke naam van deze soort is voor het eerst geldig gepubliceerd in 1972 door Stolyarov.